# Ulica Tomasza Zana w Lublinie
Ulica Tomasza Zana w Lublinie – arteria komunikacyjna Lublina, w dzielnicach Konstantynów i Rury. Rozpoczyna się skrzyżowaniem z al. Kraśnicką, a kończąca skrzyżowaniem z ul. Nadbystrzycką. Ma dwa duże skrzyżowania okrężne, z ul. Bohaterów Monte Cassino i Wileńską (Rondo im. Nauczycieli Tajnego Nauczania) oraz z ul. Filaretów (rondo Mokrskiego).

## Przebieg
Ulica rozpoczyna się od skrzyżowania z al. Kraśnicką i jest przedłużeniem ul. Wojciechowskiej w stronę miasta. Odchodzą od niej ul. Struga i Balladyny. Dalej odchodzi od niej ul. Skierki i Zana krzyżuje się z ul. Z. Krasińskiego. Dalej ulica przechodzi przez rondo Nauczycieli Tajnego Nauczania, gdzie krzyżuje się z ul. Wileńską i ul. Bohaterów Monte Cassino. Od tego miejsca ulica ma po 2 pasy w każda stronę. Następnie krzyżuje się z ul. Konrada Wallenroda i ul. Juranda, następnie z ul. Jana Sawy. Kolejnym ważnym skrzyżowanie jest rondo im. por. Mariana Mokrskiego, przez które ulica przechodzi krzyżując się z ul. Filaretów. Dalej od ulicy odchodzą ul. Faraona, J. Ochockiego i M. Brzeskiej. Ulica kończy się wpadając do ul. Nadbystrzyckiej.

## Otoczenie i obiekty
Od połowy lat 90. rozpoczął się dynamiczny rozwój okolic tej ulicy. Tereny przy ul. Zana nabrały charakter mieszkaniowo-usługowego. Znajdują się tam siedziby przedsiębiorstw i instytucji, m.in. banki, sklepy wielkopowierzchniowe, gmach Zakładu Ubezpieczeń Społecznych i część wydziałów Sądu Rejonowego Lublin-Zachód. Powstają tam najnowocześniejsze budynki, jedne z najwyższych w Lublinie m.in. Centrum Zana (55 m, 10 kondygnacji), Gray Office Park (55 m, 14 kondygnacji). Niedaleko ul. Zana przy ul. Pana Balcera znajduje się najwyższy budynek w Lublinie Metropolitan Park budynek A (63 m, 19 kondygnacji)
Przy ulicy znajduje się także 6 poziomowy parking naziemny.

## Komunikacja miejska
Przy ulicy znajduje się 16 przystanków autobusowych. Na całej długości ulicy rozwieszona jest trakcja trolejbusowa. Ulicą kursuje wiele linii autobusowych i trolejbusowych.